# Silbitz

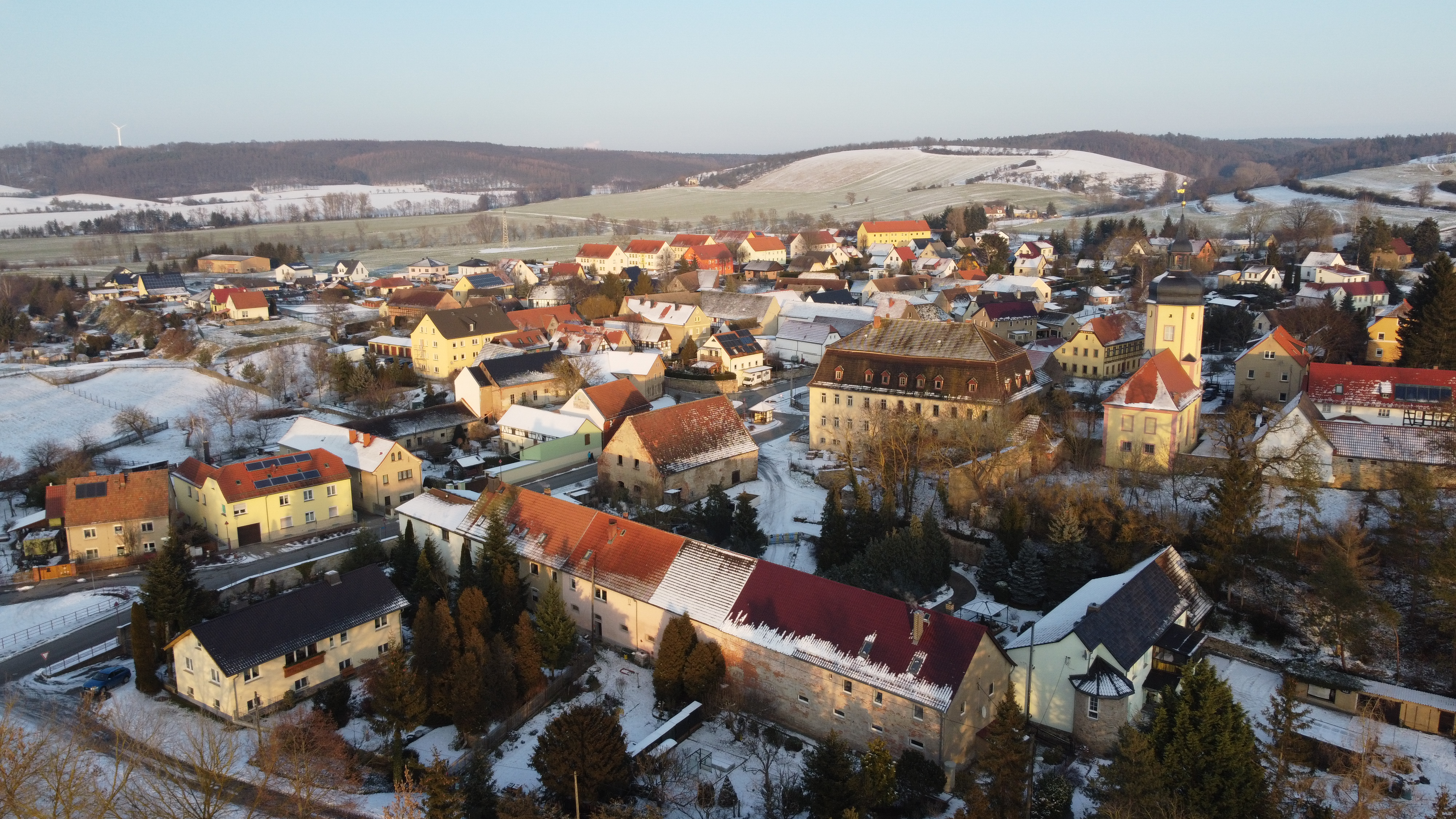
Silbitz aus der Luft, 2021

Silbitz ist eine thüringische Gemeinde im Nordosten des Saale-Holzland-Kreises in der Nähe von Eisenberg und Teil der Verwaltungsgemeinschaft Heideland-Elstertal-Schkölen. Sie besteht aus den Ortsteilen Silbitz und Seifartsdorf.

## Geografie
Der Ortsteil Silbitz liegt am Ostufer der Weißen Elster. Dieser Ortsteil wird vom 12. Längengrad durchschnitten.
Angrenzende Gemeinden sind Crossen an der Elster, die Stadt Eisenberg, Hartmannsdorf, Rauda und Tautenhain im Saale-Holzland-Kreis, die Stadt Bad Köstritz und Caaschwitz im Landkreis Greiz, die kreisfreie Stadt Gera sowie die Gemeinde Wetterzeube im sachsen-anhaltischen Burgenlandkreis.

## Geschichte
Die erste urkundliche Erwähnung erfolgte für Silbitz am 24. September 1217 und für Seifartsdorf 1274. Hans Bastian II. von Zehmen erwarb am 16. Mai 1678 das Rittergut Silbitz mit dem Vorwerk vom Hofmeister Ludwig Ernst von Pöllnitz. Den Fürstl. Sächs. Naumburg. Lehnsbrief erhielt er am 10. Juni 1678. In seinem Testament legte er ein Legat für die Geistlichen und Armen zu Silbitz fest. Bereits am 13. Oktober 1713 verkaufte sein Sohn Hans-Georg von Zehmen das Rittergut an Hermann Andreas Krumme. Da er keine männlichen Nachkommen hatte, wurde 1729 das Legat durch Hans George von Zehmen und mit Genehmigung des Konsistorium Zeitz in einen festen Kapitalgrundstock umgewandelt. Die Verwaltung des Kapitals erfolgte durch den Silbitzer Pfarrer. Es war üblich gewesen, kleine Brote bzw. Brötchen zu backen und an die einheimischen und auswärtigen Armen zu verteilen. Aufgrund der gestiegenen Getreidepreise ließ sich dies nach 1814 nicht mehr so fortsetzen.
In der Flur des eingemeindeten Dorfes Seifartsdorf befinden sich im Bereich der Alten Straße am Ostrand der „Grolle“ acht Grabhügel der Jungsteinzeit. Bei Ausgrabungen fand man Grabeinbauten und Steinplatten. Die zwei am besten erhaltene Grabhügel sind mit einer Eiche gekennzeichnet worden. Vier Grabhügel wurden 1924 ausgegraben.
Am 16. März 2004 wurde Seifartsdorf nach Silbitz eingemeindet. Die neue, in ihrer Fläche mehr als verdoppelte Gemeinde besteht seitdem aus zwei Gebieten, die sich nur in einem Punkt berühren und durch eine Straße getrennt sind, die zu Caaschwitz gehört.

### Einwohnerentwicklung
Entwicklung der Einwohnerzahl der Gemeinden Silbitz und Seifartsdorf bis 2003 (31. Dezember):
| Jahr 1994 1995 1996 1997 1998 1999 2000 2001 2002 2003 | Silbitz 588 564 544 530 529 528 546 551 560 | Seifartsdorf 157 158 162 169 162 159 160 164 166 162 |

 Datenquelle: Thüringer Landesamt für Statistik
| - 2004 - 713 - 2005 - 714 - 2006 - 721 - 2007 - 710 - 2008 - 714 - 2009 - 696 | - 2010 - 699 - 2011 - 676 - 2012 - 656 - 2013 - 646 - 2014 - 631 - 2015 - 629 | - 2016 - 630 - 2017 - 651 - 2018 - 642 - 2019 - 642 - 2020 - 636 - 2021 - 624 |

 Datenquelle: Thüringer Landesamt für Statistik

## Politik
Der Gemeinderat setzt sich seit der Wahl am 15. April 2018 wie folgt zusammen:
| Partei          | % 2018 | Sitze 2018 |
| --------------- | ------ | ---------- |
| CDU             | 64,7   | 5          |
| SPD             | 35,3   | 3          |
| Gesamt          | 100    | 8          |
| Wahlbeteiligung | 64,4 % | 64,4 %     |

### Bürgermeister
Bei der Bürgermeisterwahl am 16. November 2014 wurde Silvio Mahl ins Amt des Bürgermeisters gewählt.

## Wirtschaft und Infrastruktur
Die Wirtschaft der Gemeinde wird seit mehreren Jahrzehnten von der Eisengießerei bestimmt, die während der Zeit der DDR unter dem Namen VEB Stahlgießerei Elstertal Silbitz produzierte. Der Betrieb gehörte über mehrere Jahre zum Kombinat Gießereianlagenbau und Gußerzeugnisse und ab 1987 zum Kombinat TAKRAF. Im Jahr 1990 wurde der Unternehmensname in Silbitz Guss GmbH umbenannt und war mit einem Umsatz von ca. 75 bis 80 Mio. Euro/Jahr und mit ca. 400 Beschäftigten sowie 40 Auszubildenden wieder der größte Arbeitgeber der Region (Stand 06/2008). Neben dem Erwerb der Gießerei Eurocast in Košice (Slowakei) im Jahre 2006 und der Gründung der Zeitzer Guss GmbH 2007 wurde das traditionsreiche Unternehmen 2015 durch die Deutsche Beteiligungs AG übernommen und ein Jahr später, nach dem Erwerb der ehemaligen Achslagerwerke in Straßfurt, unter dem Namen Silbitz Group GmbH neu firmiert. Diese ist heute weiterhin mit über 1000 Mitarbeitern der größte Arbeitgeber in der Region.

## Sport
Wichtigster Sportverein der Gemeinde ist der SV Elstertal Silbitz/Crossen, dessen Herren-Fußballmannschaft seit 2007 in der Bezirksliga Thüringen spielte. Nach der Klassenreform von der Bezirksliga zur Regionalklasse spielte die Elstertaler in der Saison 2010/11 und 2011/12 in der Regionalklasse Staffel 2. Im Jahr 2012 gelang der Aufstieg in die Landesklasse Ost. In den Jahren 1958 bis 1962 spielte die Fußballmannschaft als BSG Stahl Silbitz in der drittklassigen II. DDR-Liga, 1981/82 in der zweitklassigen DDR-Liga.

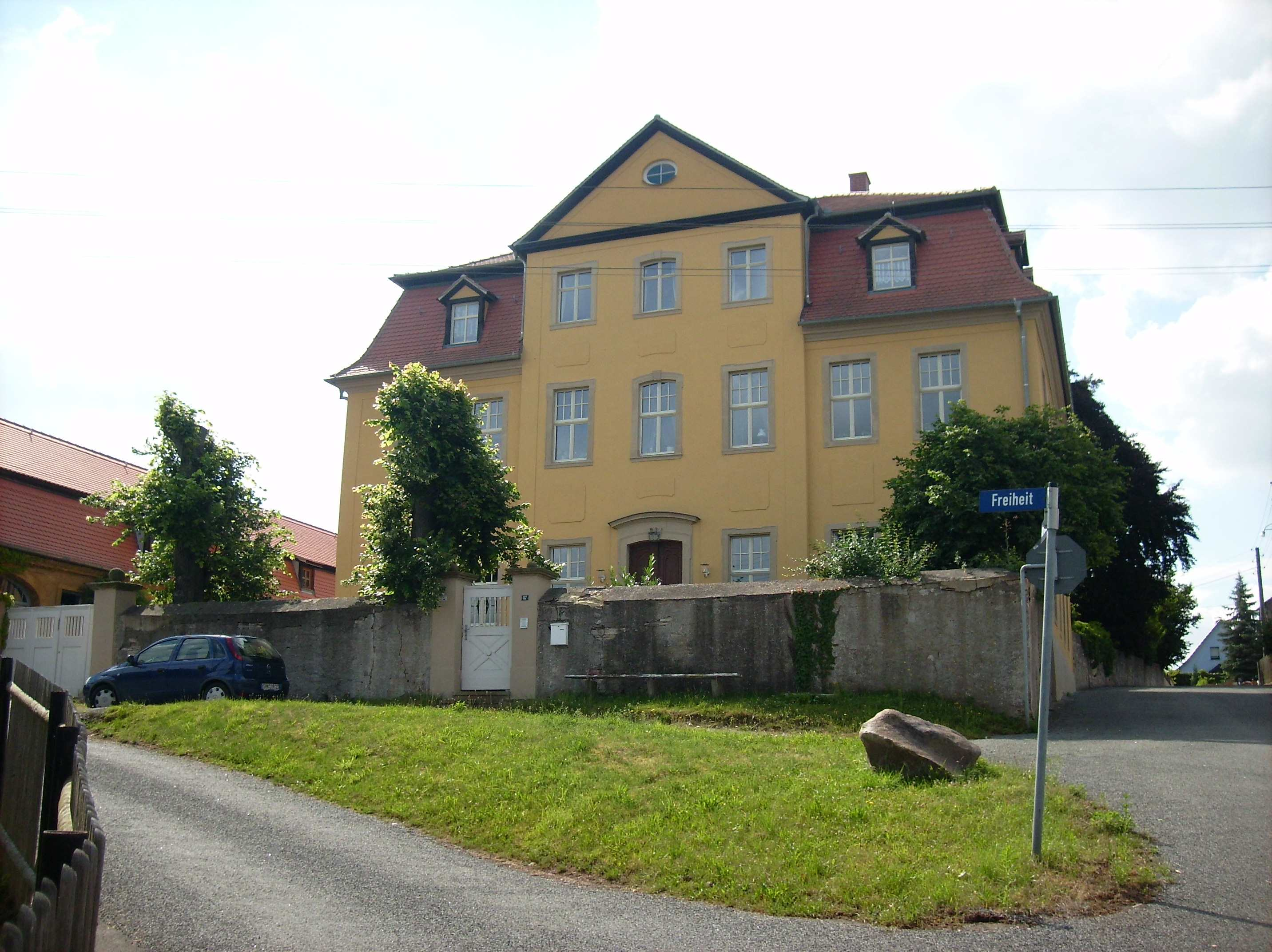
Herrenhaus Silbitz
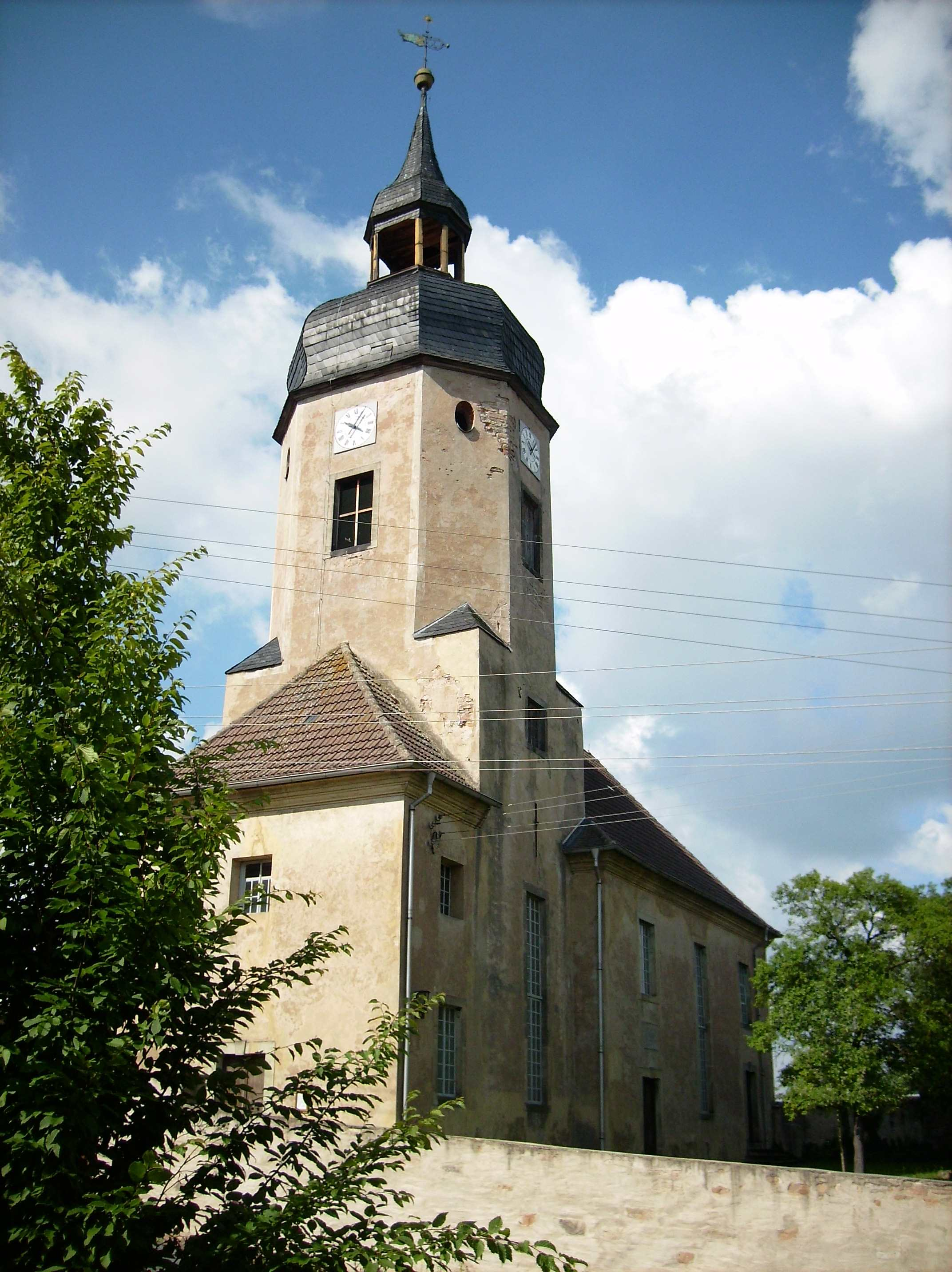
Kirche Silbitz
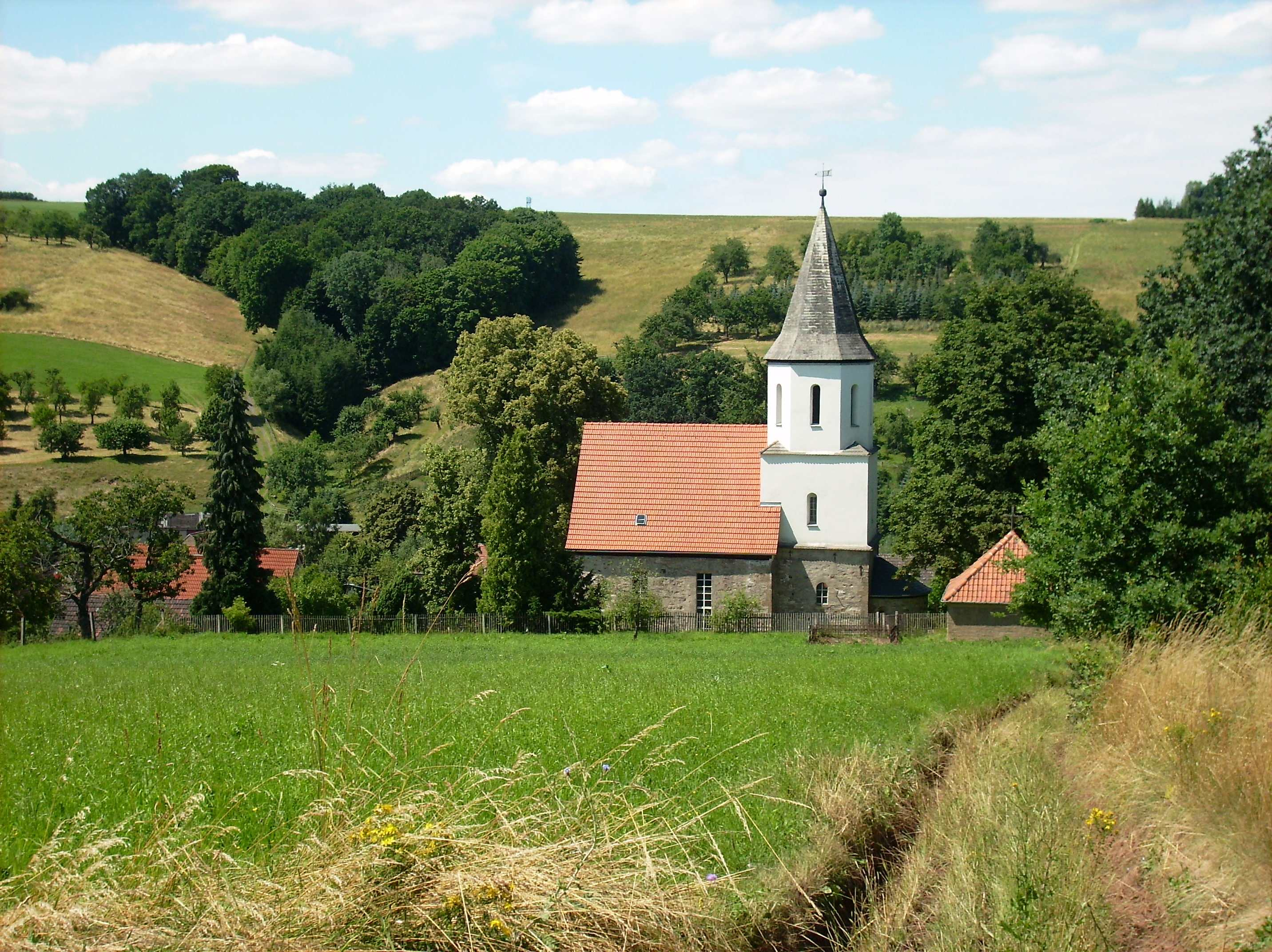
Kirche Seifartsdorf
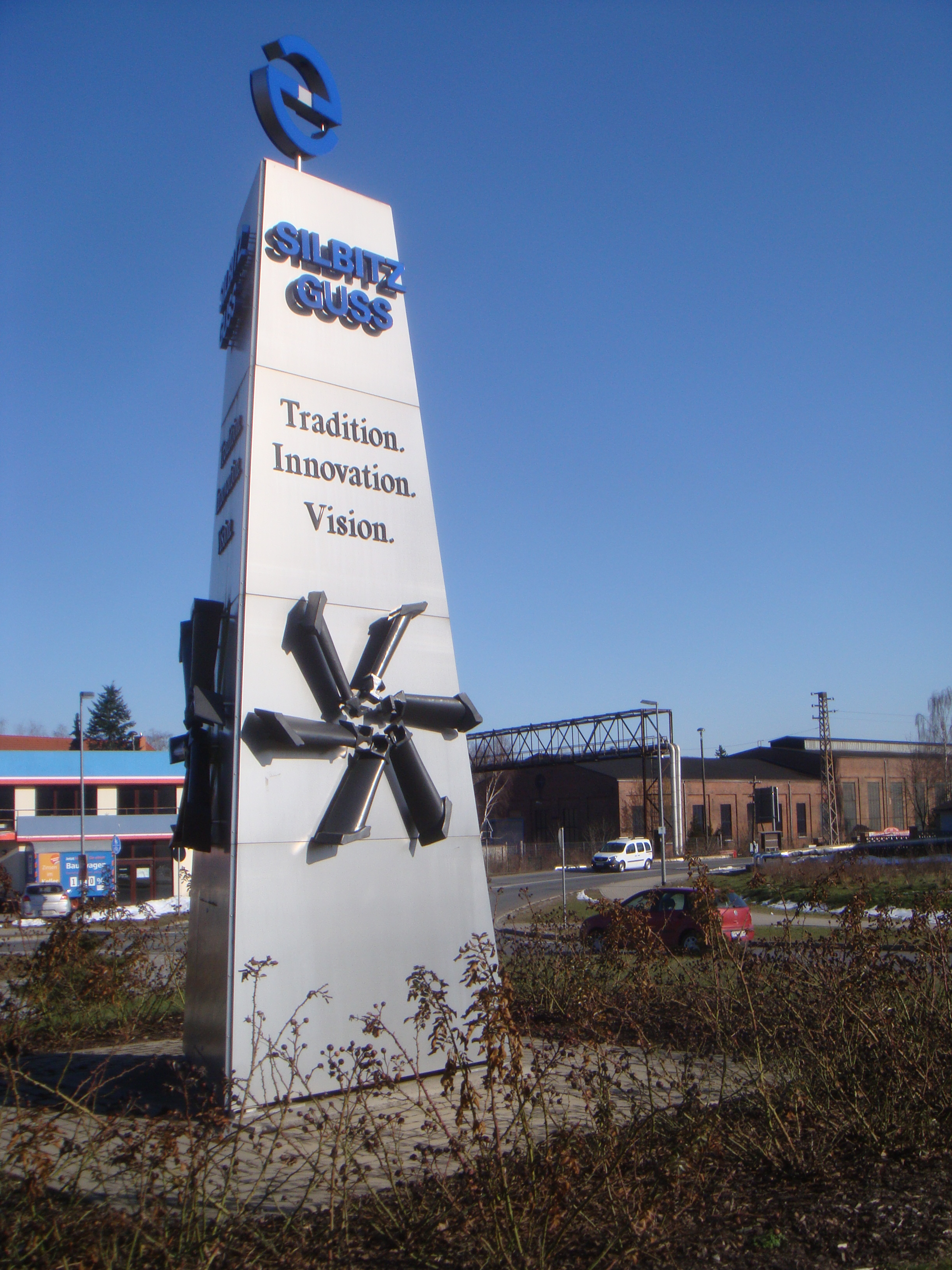
Stele des Gusswerkes Silbitz